# Lorella Cuccarini
Lorella Cuccarini, née à Rome le 10 août 1965, est une chanteuse, danseuse, actrice et animatrice de télévision italienne.

## Discographie

### Album
- 1986 : Lorel
- 1993 : Voci
- 1995 : Voglia di fare
- 1997 : Grease - Il Musical
- 2006 : Sweet Charity - Il Musical
- 2015 : Rapunzel - il CD
- 2017 : Nemicamatissima